# Temporada 1955-56 de los New York Knicks
La temporada 1955-56 fue la décima de los New York Knicks en la NBA. La temporada regular acabó con 35 victorias y 37 derrotas, empatando por el tercer puesto de la división con Syracuse Nationals, perdiendo el partido de desempate que daba acceso a los playoffs.

## Elecciones en elDraft
| Ronda | Puesto | Jugador      | Posición | Nacionalidad   | Universidad   |
| ----- | ------ | ------------ | -------- | -------------- | ------------- |
| 1     | 4      | Ken Sears    | F        | Estados Unidos | Santa Clara   |
| 2     | 11     | Jerry Mullen | F        | Estados Unidos | San Francisco |
| 3     | 19     | Guy Sparrow  | F        | Estados Unidos | Detroit       |

## Temporada regular
| División Este           | División Este | División Este | División Este | División Este | División Este | División Este | División Este | División Este |
| Equipo                  | G             | P             | %             | PD            | Casa          | Fuera         | Neutral       | Div           |
| ----------------------- | ------------- | ------------- | ------------- | ------------- | ------------- | ------------- | ------------- | ------------- |
| x-Philadelphia Warriors | 45            | 27            | .625          | -             | 21-7          | 11-17         | 13-3          | 22-14         |
| x-Boston Celtics        | 39            | 33            | .542          | 6             | 20-7          | 12-15         | 7-11          | 18-18         |
| x-Syracuse Nationals    | 35            | 37            | .486          | 10            | 23-8          | 9–19          | 3-10          | 15-21         |
| New York Knicks         | 35            | 37            | .486          | 10            | 13-15         | 16-13         | 6-9           | 17-19         |

## Estadísticas
| Rk | Jugador           | Edad | P  | PT | MP   | TC  | TCI  | %TC  | 3P | 3PI | %3P | TL  | TLI | %TL   | RO | RD | RT   | AS  | RB | TAP | BP | FP  | PTS  |
| 1  | Carl Braun        | 28   | 72 |    | 32.2 | 5.5 | 14.8 | .372 |    |     |     | 4.4 | 5.3 | .838  |    |    | 3.6  | 4.1 |    |     |    | 3.0 | 15.4 |
| 2  | Harry Gallatin    | 28   | 72 |    | 33.0 | 4.5 | 11.6 | .386 |    |     |     | 5.0 | 6.3 | .787  |    |    | 10.3 | 2.3 |    |     |    | 3.1 | 13.9 |
| 3  | Kenny Sears       | 22   | 70 |    | 29.6 | 4.6 | 10.4 | .438 |    |     |     | 3.7 | 4.6 | .796  |    |    | 8.8  | 1.6 |    |     |    | 2.9 | 12.8 |
| 4  | Ray Felix         | 25   | 72 |    | 23.6 | 3.8 | 9.3  | .415 |    |     |     | 4.6 | 6.5 | .706  |    |    | 8.7  | 0.7 |    |     |    | 4.1 | 12.3 |
| 5  | Jim Baechtold     | 28   | 70 |    | 24.8 | 3.8 | 9.9  | .386 |    |     |     | 3.3 | 4.2 | .801  |    |    | 3.1  | 2.3 |    |     |    | 2.2 | 11.0 |
| 6  | Gene Shue         | 24   | 72 |    | 24.3 | 3.3 | 8.7  | .384 |    |     |     | 2.5 | 3.3 | .764  |    |    | 2.9  | 2.5 |    |     |    | 1.5 | 9.2  |
| 7  | Nathaniel Clifton | 33   | 64 |    | 24.0 | 3.3 | 8.5  | .394 |    |     |     | 2.1 | 3.0 | .707  |    |    | 6.0  | 2.4 |    |     |    | 3.0 | 8.8  |
| 8  | Walter Dukes      | 25   | 60 |    | 21.5 | 2.5 | 6.2  | .403 |    |     |     | 2.8 | 3.9 | .708  |    |    | 7.4  | 0.7 |    |     |    | 3.5 | 7.8  |
| 9  | Dick McGuire      | 30   | 62 |    | 27.2 | 2.5 | 7.1  | .347 |    |     |     | 2.0 | 3.1 | .627  |    |    | 3.5  | 5.8 |    |     |    | 2.4 | 6.9  |
| 10 | Bob Peterson      | 24   | 58 |    | 13.4 | 2.1 | 5.2  | .399 |    |     |     | 1.2 | 1.8 | .654  |    |    | 3.8  | 0.8 |    |     |    | 2.1 | 5.3  |
| 11 | Ernie Vandeweghe  | 27   | 5  |    | 15.4 | 2.0 | 6.2  | .323 |    |     |     | 0.4 | 0.4 | 1.000 |    |    | 2.6  | 2.4 |    |     |    | 3.0 | 4.4  |
| 12 | Dick Atha         | 24   | 25 |    | 11.5 | 1.4 | 3.5  | .409 |    |     |     | 0.8 | 1.1 | .778  |    |    | 1.7  | 1.3 |    |     |    | 1.6 | 3.7  |
| 13 | Bob Santini       | 20   | 4  |    | 5.8  | 1.3 | 2.5  | .500 |    |     |     | 0.3 | 0.5 | .500  |    |    | 0.8  | 0.3 |    |     |    | 1.0 | 2.8  |